# Emma Randall
Pour les articles homonymes, voir Randall.
Emma Randall  (née le 5 juin 1985 à Melbourne) est une joueuse australienne de basket-ball, évoluant au poste de pivot.

## Carrière en club
| Saisons            | Équipe                        | Pays      |
| 2001-2003          | Australian Institute of Sport | Australie |
| 2003-2004          | Sydney Flames                 | Australie |
| 2004-janvier 2006  | Dandenong Rangers             | Australie |
| janvier 2006-2007  | Volgaburmash - CSKA Samara    | Russie    |
| 2007-2008          | Bulleen Melbourne Boomers     | Australie |
| 2008-2009          | Stade clermontois             | France    |
| 2009-décembre 2009 | Municipal Târgovişte          | Roumanie  |
| janvier 2010-2010  | Tarbes GB                     | France    |
| Dep. 2010          | Logan Thunder                 | Australie |

## Palmarès

### En club
- Championne WNBL 2005
- Championnat de Russie 2006
- Coupe de Russie 2006
- Championne de France 2010

### En sélection nationale
- Jeux olympiques d’été
  -  Médaille d’argent aux Jeux olympiques de 2008 à Pékin (Chine)
- Championnat du monde de basket-ball féminin
  -  Médaille d’or du Championnat du monde 2006

## Divers
En 2003, Emma Randall a joué le rôle de Molly dans le film Undead réalisé par Michael et Peter Spierig.